# Səbinə Babayeva
Səbinə Eldar qızı Babayeva (ur. 2 grudnia 1979 w Baku) – azerska piosenkarka. Reprezentantka Azerbejdżanu w 57. Konkursie Piosenki Eurowizji (2012).

## Życiorys
Zainteresowała się muzyką dzięki swojej matce, będącej zawodową pianistką. Jej autorytetem muzycznym jest Aretha Franklin.
Po ukończeniu nauki w szkole muzycznej Asəf Zeynallı adına Musiqi Kolleci (na kierunku wokalistyki) zaczęła brać udział w konkursach piosenkarskich. W 2003 nagrała utwór „Röya kimi” do czołówki azerskiego serialu telewizyjnego Bəyaz həyat. W 2009 zdobyła Grand Prix w kategorii młodzieżowej na festiwalu Amberstar w Łotwie oraz pierwszą nagrodę na festiwalu Sławianskaja Zwiezda w Rosji. W 2008 i 2011 bez powodzenia zgłaszała się do krajowych eliminacji eurowizyjnych. W 2011 nagrała piosenkę „Sikwarulis tamaszi” w duecie z Anrim Dżochadzem. 12 lutego 2012 z piosenką „When the Music Dies” zwyciężyła w finale krajowych selekcji eurowizyjnych, zostając reprezentantką Azerbejdżanu, gospodarza 57. Konkurs Piosenki Eurowizji w Baku. Przed występem w finale konkursu odbyła trasę promocyjną, w ramach której wystąpiła z minirecitalem w Londynie, Amsterdamie i Budapeszcie. 26 maja zajęła czwarte miejsce w finale Eurowizji. Po finale konkursu otrzymała Nagrodę Dziennikarzy im. Marcela Bezençona.

## Życie prywatne
30 lipca 2012 zaręczyła się z Cavidanem Şərifovem, dyrektorem programowym azerskiego nadawcy publicznego İctimai Televiziya və Radio Yayımları Şirkəti. 26 września pobrali się.